# Буддийское монашество

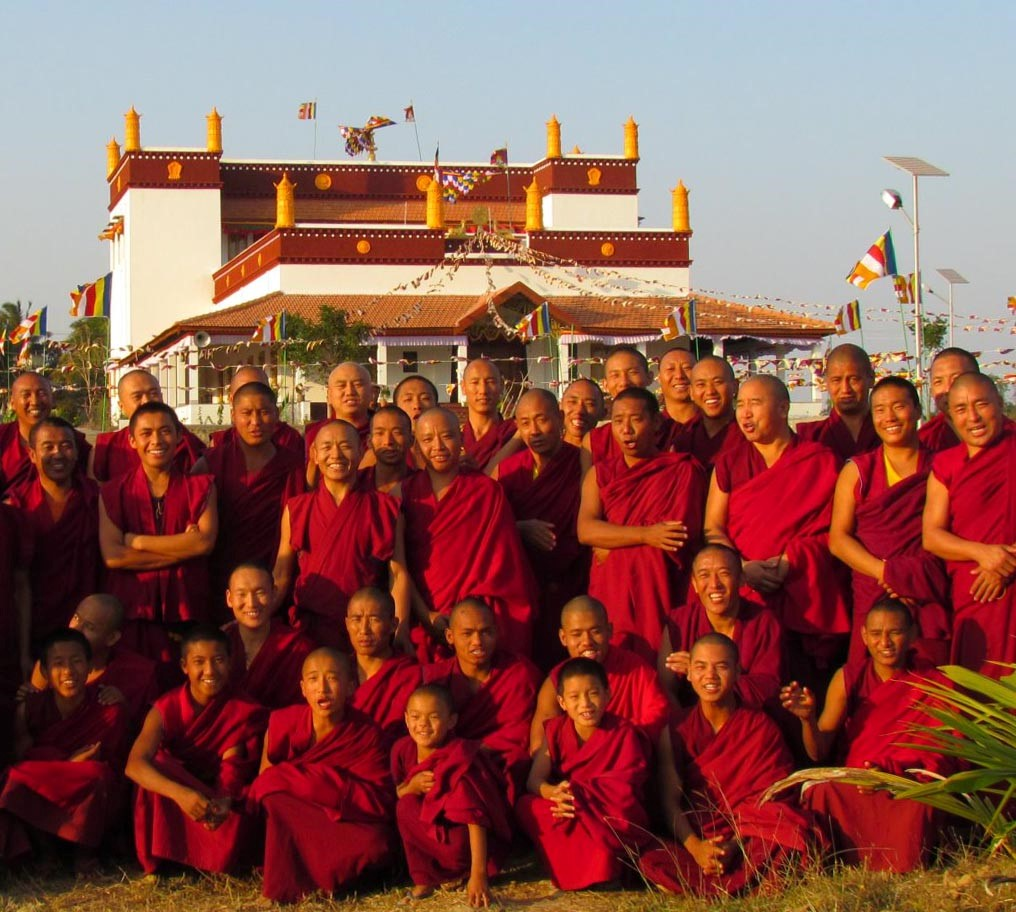
Буддийские монахи около храма тибето-буддистского монастыря Рато Драцанг. Индия, январь 2015 г.

Будди́йское мона́шество — одна из самых ранних форм организованного религиозного монашества, сохранившихся до наших дней. Это также один из фундаментальных институтов буддизма, основанных самим Буддой Шакьямуни. Хотя Дхарму могут практиковать и миряне, древние, тхеравадинские писания всегда подчёркивали предпочтительный статус монаха, который практикует учение эффективнее и достигает результатов быстрее ввиду отсутствия отвлекающих факторов, присущих мирянам.
На монахов и монахинь возлагается ответственность за сохранение и распространение учения Будды, наставление буддистов-мирян.
Для большего отречения от мирской деятельности и стремления к самоочищению и познанию монахи могут уйти в отшельничество. Мирская и монашеская часть буддийской Сангхи довольно тесно взаимодействуют: миряне дарят монахам еду, одежду и другие необходимые вещи, и получают взамен наставление в Дхарме. Буддийские монахи и монахини обычно живут не поодиночке, а небольшими группами: например, учитель и его ученики или несколько монахов-друзей, путешествующих вместе. Чаще всего поселяются неподалёку от поселений мирских буддистов. Обычно буддийские монахи и монахини стараются обходиться необходимым минимумом вещей, пожертвованных им мирянами. Мирские буддисты кормят монахов и предоставляют им укрытие, когда те в нём нуждаются.

## История
Начало буддийскому монашеству было положено самим основателем буддизма Сиддхартхой Гаутамой Буддой, жившим в V — IV веках до нашей эры. Многое в образе жизни буддийских монахов заимствовано у индийских шрамана (странствующих аскетов).
В некоторых[каких?] школах буддизма (Тхеравада) считается, что уже во времена Гаутамы Будды богатые горожане (например, Анатхапиндика) предоставили монахам и монахиням много приютов и садов для проживания и возможности медитировать и изучать буддиское учение (Дхарму). Одним из старейших буддийских монастырей считается Джетавана (ныне — индийский штат Уттар-Прадеш). Об этом рассказывается на страницах палийского Канона
Во времена правления индийских царей Ашоки (III в. до н. э.) и Канишки (I—II вв. н. э.) началась усиленная миссионерская деятельность по распространению буддийского учения в Китае, Средней Азии и Тибете. Ко времени кушанского царя Канишки относится монастырь Сени-Гомпа в северной Индии.
В V веке на севере Индии появился монастырь и унивеситетский комплекс Наланда.
В Тибете первое знакомство с буддизмом произошло еще в конце IV в., а в Центральном Тибете буддизм начал распространяться с середины VII в., когда тибетский царь Сонгцэн Гампо (627—649) женился на непальской и китайской принцессах, которые обратили его в буддизм. По их совету он послал своих сановников в Индию и Непал за буддийскими книгами и учителями. Первые буддийские монахи-пандиты приходили в Тибет из Индии. Например, Шантаракшита, Падмасамбхава стали первыми буддийскими миссионерами при царе, они переводили буддийские сочинения, возводили монастыри (одними из первых стали Джоканг и Рамоче) и создавали первые буддийские общины в них, принимая в ученики сыновей тибетской знати
В 1073 году в Тибете появился монастырь Сакья, а в 1159 — Катог.
В эпоху Хубилая Монголия захватила Тибет и восприняла из него буддийскую монашескую традицию. В Монголии одним из путей формирования монашества и пополнения монастырей послушниками было пополнение их за счет пленных и зависимых молодых людей.
В 1409 году первым Далай-ламой (учеником Цонкапы) был основан тибетский монастырь Ганден, в 1416 году в Лхасе появился монастырь Дрепунг, в 1418 — Пелкор Чёде, а в 1447 — Ташилунпо.

## Монастыри
Первые буддийские монастыри (санскр. — вихара) создавались по подобию индийских ашрамов. Они располагались в уединенных местах, чтобы была возможность пребывать в медитации. Монастыри могли представлять собой пещеры или состоять из бамбуковых хижин. От обилия вихар на его территории в средние века получил своё название индийский штат Бихар. Первоначально буддийские монастыри не подразумевали постоянного пребывания, которое имело место лишь в сезон дождей.
В классическом монастыре был квадратный двор, по сторонам которого располагались кельи. Важным символическим центром монастыря была ступа, получившая дальнейшее развитие в пагодах.
В Центральной Азии буддийский монастырь получил название гомпа. Он содержал зал для медитаций, где находилась мандала, танка или статуя Будды. На севере в Монголии и России буддийские монастыри известны как дацаны.
В Японии храм и монастырь обозначались одним понятием «дзи» (яп. 寺). В них главного зала для медитаций (kondō: яп. 金堂) акцент делался на воротах c двухскатной крышей (Саммон), пагодах (Тахото), статуях Будды (Дайбуцу), колоколах (Бонсё), садах камней, храмовыми рощами из кленов и сакур (Митаки-дэра). Также буддийские монастыри имели аналоги европейских трапезных (рефекторий) и общежитий (дормиторий).
Одной из самых известных арам в Индии стала Anathapindikassa arame, построенная в красивой роще принца Джеты. Согласно буддийскому писанию «Кхуддака-никая» (книга Кхуддакапатха), первым её настоятелем стал ученик Будды Анатхапиндика (в миру Судатта), строительство обошлось в 1,8 миллиона золотых каршапан, а общая сумма пожертвований на эту обитель составила 5,4 миллионов золотых.

## Образ жизни
Жизнь буддийских монахов (санскр. — бхикшу) и монахинь (бхикшуни) обычно подчинена сотням строгих правил, набор которых может несколько различаться в разных буддийских школах и в разные времена; кроме того, для монахинь правил больше, чем для монахов. При этом в буддизме нет и не было всемирного управляющего центра или единой иерархии религиозной власти, поэтому существуют большое разнообразие и в понимании его философии, и в практике жизни, в том числе монашеской. Иногда это разномыслие даже приводило к расколам сангхи.
Написанное далее в этой статье относится к монахам южных школ буддизма, если не сказано иного. У этих монахов правила жизни наиболее строгие.
Древнейшие из дошедших до нас буддийских текстов составляют Палийский канон, но и среди них нет ни одной оригинальной рукописи, написанной при жизни Гаутамы Шакьямуни Будды; сохранившиеся записи буддийских текстов датированы более поздними веками. В некоторых буддийских школах считается, что раз тексты Палийского канона самые древние — значит, они ближе всего к подлинному учению самого Гаутамы Будды, но другие буддисты не согласны с этим. Не всегда бесспорна ученическая преемственность бхикшу и бхикшуни; ещё сложнее определить, какие из линий этой преемственности действительно восходят к самому Будде.
В Тхераваде, распространённой в Юго-Восточной Азии, считается, что женские и мужские линии монашеской ученической преемственности со времён Будды шли раздельно, что лишь сам Будда мог посвящать в монашество как мужчин, так и женщин, а потом дать посвящение монаху мог только монах, а монахине — только монахиня. В Тхераваде также считается, что последние настоящие монахини (бхикшуни) вымерли в период между XI и XIV веком нашей эры, полностью посвящённых преемниц после них не осталось, и потому новые бхикшуни не могут появиться.
По преданиям этой и ещё нескольких школ буддизма, первыми монахами — учениками Гаутамы Будды — были исключительно мужчины, а женщины среди них появились на несколько лет позже, когда Будда после долгих уговоров, несмотря на протесты своего ближайшего ученика Ананды, согласился принять в монашескую сангху свою приёмную мать Махапраджапати, а затем и других женщин.
В некоторых других буддийских школах в Юго-Восточной Азии женская монашеская преемственность сохранилась, и с начала XXI века начались попытки её возродить и распространить на Шри-Ланке и реже — на Севере и на Западе.
В школе Ваджраяна в Тибете и Непале вообще не было ни ученической преемственности бхикшуни, ни женских монашеских общин. В других северных буддийских школах нет такого строго разделения женской и мужской монашеской преемственности, и монахиня может получить полное посвящение от монаха.

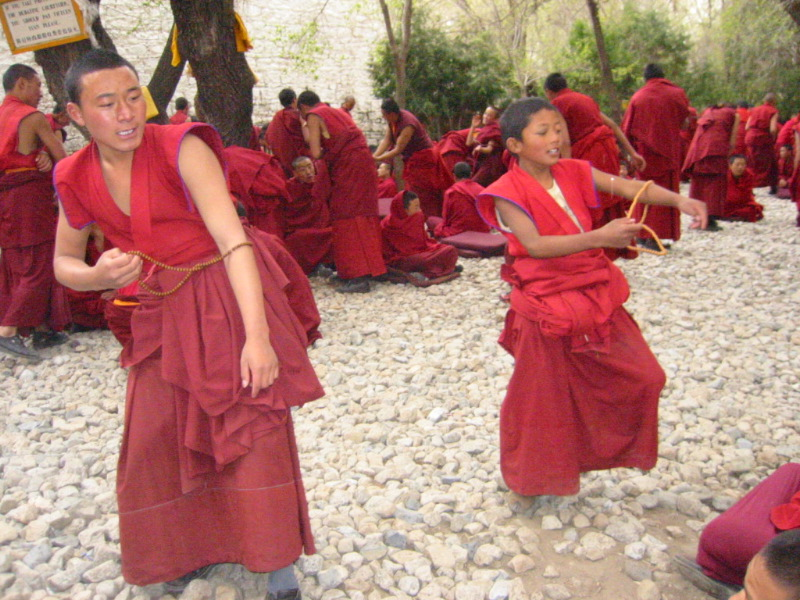
Формальные дебаты молодых буддийских монахов в Тибете

В буддийской сангхе (санскр. — общине) монахи и монахини играют важную роль. Их важнейшая задача — сохранить неискажённое учение Будды, и не только хранить книги и рукописи, но и в жизни быть примером следования этому учению, примером добродетели, обучать этому на практике как монахов-новичков, так и мирян. Буддисты считают, что мирянин, бескорыстно помогающий монастырю или отдельному монаху, значительно улучшает свою карму, и задача мирских буддистов — обеспечивать необходимое материальное снабжение монахов и монахинь. От монашествующих взамен этого требуется посвятить свою строго аскетичную жизнь изучению религии, медитации и нравственному самосовершенствованию, Чему следует уделить больше внимания — изучению писаний или медитации — вопрос спорный, и по нему ведутся частые и длительные дискуссии в различных буддийских общинах. При этом многие буддийские монахи продолжают общаться со своими родственниками, полного разрыва социальных связей не требуется.
Новичок, прежде чем получить полное посвящение и стать бхикшу или бхикшуни, должен не менее года побыть шраманерой (послушником, учеником). Другие условия получения статуса шраманеры — выполнение буддийских заповедей (шила) и возраст от 7 до 70 лет. В целом, мужчины уходят в монахи (речь идёт о статусе шраманеры) в гораздо более юном возрасте, чем женщины, но редко младше восьми лет. Женщины — обычно во взрослом возрасте и вряд ли в детстве. Шраманера должен соблюдать десять буддийских заповедей, но ещё не сотни правил Винаи, как полностью посвящённые бхикшу и бхикшуни.
В бхикшу (статус полноправного буддийского монаха) или бхикшуни (монахиня) посвящают только шраманер и шраманери в возрасте двадцати лет и старше.
Для женщины процесс вступления в буддийское монашество сходный, но обычно требуется прожить в статусе шраманери более длительное время, чаще всего пять лет, прежде чем стать бхикшуни.
В Таиланде монахи хорошо снабжаются буддийским обществом, взамен давая наставления в Дхарме и в жизни. Тамошние буддийские школы допускают и выход из монашества, отказ от монашеских обетов, возвращение к мирской жизни. При этом, согласно их Винае, бывшая монахиня в этой жизни уже не сможет снова стать монахиней, а вот монах может уходить и возвращаться до трёх-семи раз за одну жизнь. Но это касается выхода по собственному желанию; если же монах были изгнан из сангхи за нарушение некоторых важнейших правил Винаи, то, в соответствии с Винаей-питакой, его до конца жизни назад в общину монахов-бхиккху не примут.
В некоторых буддийских школах в Бирме, Тайване и Гонконге практикуется кратковременное посвящение в монахи: мирской буддист может попробовать побыть монахом (шраманерой), дав некоторые обеты на заранее определённый срок (от недели до месяца). В Таиланде сейчас временное посвящение в монахи возможно только для мужчин.
От буддийского монаха требуется обходиться простыми и действительно необходимыми в его жизни вещами, чтобы легче было сосредоточиться на главном; притом лишения не являются самоцелью, слишком строгий аскетизм не требуется и даже не приветствуется. Целибат является одной из основных ценностей буддийского монашества: это главное, что отделяет монахов от мирских буддистов-домохозяев.
Пищевые ограничения могут различаться в зависимости от буддийской традиции, школы и конкретного монастыря (однако правил о вегетарианстве нет, бхиккху может есть мясную пищу при условии, что животное не было специально забито, чтобы накормить его). Но обычно буддийскому монаху позволяется приём пищи не чаще одного раза в день. В одних местах мирские буддисты приносят готовую еду монахам в качестве подаяния, в других — её готовят на монастырской кухне, которую снабжают продуктами миряне, да и работают на ней зачастую не монахи, а мирские помощники монастыря. Это связано с тем, что буддийским монахам Виная полностью запрещает использовать деньги, потому они не могут покупать продукты; заниматься же собирательством, сельским хозяйством и приготовлением пищи также часто считается нежелательным для монаха.
В отличие от христианского монашества, в некоторых буддийских школах не требуется пожизненное беспрекословное послушание руководителю общины, но ожидается, что новичок будет относиться с уважением к старшим членам сангхи (в тайской традиции старшинство определяется по количеству васс, в которых участвовал монах). Сиддхартха Гаутама Шакьямуни Будда не назначал себе полномочного преемника или наследника, и в монашеский кодекс он не включил правило, обязывающее бездумно подчиняться любым приказам настоятеля. Буддийские монахи более склонны регулярно собираться группой и принимать коллективные решения, особенно касающиеся нарушения правил монашеской жизни и распоряжения собственностью общины. Внутри буддийской монашеской общины могут складываться индивидуальные взаимоотношения между учителем и учеником, старшим и младшим, более опытным и менее опытным — но нет формальных званий, рангов и титулов. В буддийском монастыре аббат — это администратор текущей работы, который может выбрать себе помощников том или ином деле. Как правило, это один из старших монахов, достаточно опытный и грамотный, чтобы заведовать монастырским хозяйством, но в то же время достаточно молодой и здоровый, чтобы он мог активно работать. В одних буддийских традициях аббат избирается голосованием на собрании монашеской общины, в других — его выбирает мирская буддийская община, снабжающая монахов.

## Региональные особенности

### Южная Азия

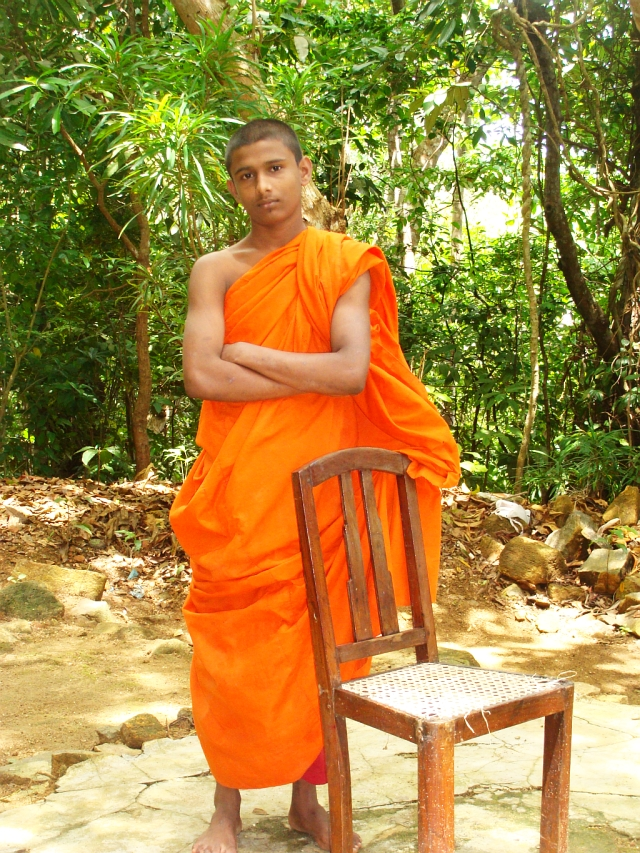
Буддийский монах на Шри-Ланке

Родиной буддизма является Индия, там же впервые зародилась практика буддийского монашества восходящая к самому Будде Сиддхартхе Гаутаме. Поэтому южноазиатское буддийское монашество является «классическим», его основными внешними атрибутами являются оранжевые одеяния и бритые головы. Однако из-за индуистской реакции Индия перестала быть центром буддизма. В наиболее чистой форме южноазиатская буддийская традиция сохранилась на Шри-Ланке, где принята тхеравада с записанным на языке пали каноном Трипитака. Еще в I в. до н. э. там был построен монастырский комплекс Абхайягири

### Центральная Азия

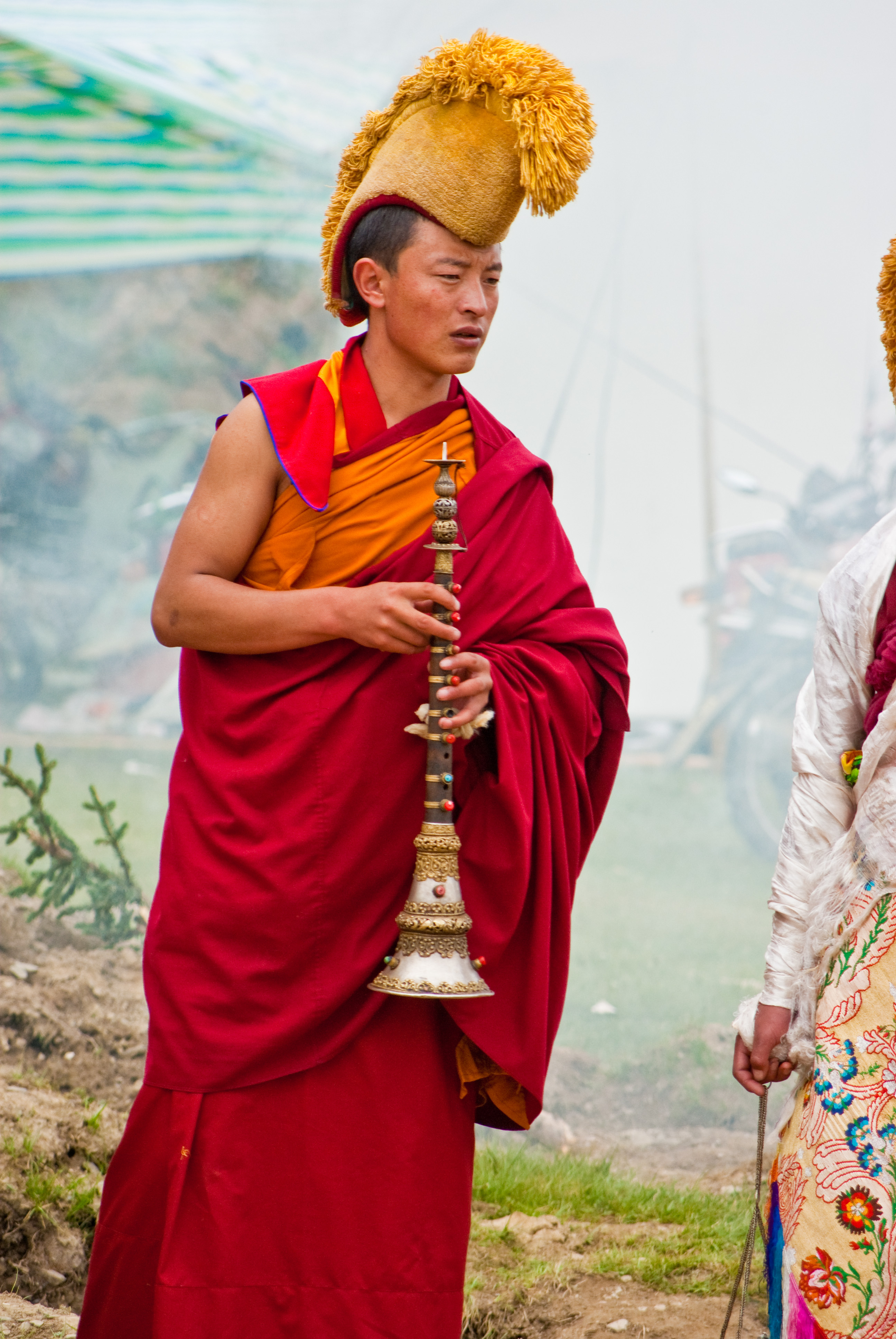
Буддийский монах школы Гелуг в Западном Китае (Тибет)

Буддизм еще на рубеже нашей эры попал в Центральную Азию (Кушанское царство), вступив в соприкосновение с иранскими и эллинистическими традициями. Здесь он трансформировался в махаяну, приобретя некоторые теистические черты (культ Аволокитешвары, тибет. Ченрезиг). В конце Средневековья центральноазиатский буддизм сконцентрировался в Тибете. Буддийский монах в Центральной Азии получил название гелонг. В Тибете появились такие характерные черты этого направления буддизма как театрализованные мистерии цам, культ трехглазых дхармапал, почитание икон-танка и централизованная организация во главе с ламой. Также несмотря на принадлежность к буддизму Махаяны, считающей вегетарианство важной добродетелью, тибетские монахи употребляют в пищу мясо животных. Кроме того, в тибетской монашеской традиции особая трактовка принципа ненасилия, поскольку почитается монах Палдордже, убивший нечестивого царя Ландарму.
В монастырях школы Ньингма живут как полностью посвящённые бхикшу, так и «мирские помощники», называемые там «нгагпа», которые не носят одеяний бхикшу и могут иметь семьи и детей. Подобная ситуация и в школе Сакья, но там «мирскому помощнику» после рождения сына-наследника близость с женщиной воспрещается. В монастырях школы Гелугпа подобное смешение монашествующих с семейными не допускается, там принято более строгое следование этике Винаи и более строгая монашеская дисциплина. Принадлежавший к этой школе Панчен-лама X отказался от обетов бхикшу, женился, после чего перестал носить монашескую одежду. Также и в школе Кагью «женатого духовенства» нет; монах должен перестать быть монахом и вернуться в мир, чтобы жениться.

### Восточная Азия

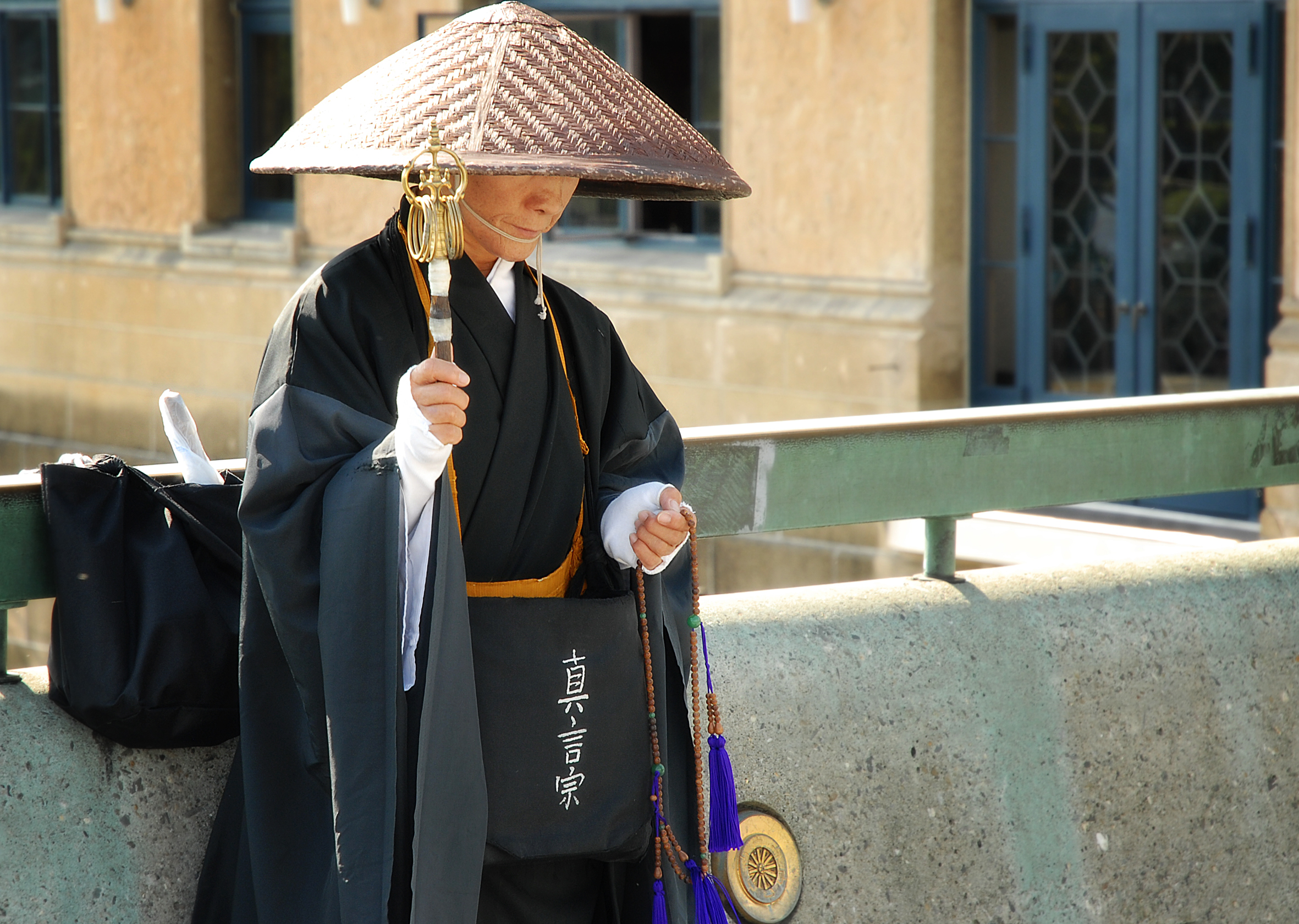
Буддийский монах в процессе Пиндапата в Киото, Япония

В монастырях школы Тхеравада в Восточной Азии монахи живут в более строгой изоляции от мирского общества, чем в монастырях этой же школы в других странах. В Китае, Корее, Вьетнаме и во многих частях Японии буддийские монахи обычно не ходят выпрашивать еду понемногу; там чаще жертвуют монастырям деньги либо рис и другие пищевые продукты сразу большими партиями. За буддийскими монахами в Восточной Азии закрепился термин бонза. По словам Хуайхая, многие монастыри занимаются сельским хозяйством, чтобы обеспечить себя продовольствием, а некоторые монахи даже работают в миру или торгуют. Многие едят после полудня. Заведовать монастырским имуществом и кухней может быть поручено как мирянину, так и одному из монахов, которому аббат поручит эту работу. Монахи тех монастырей часто и помногу повторяют мантры в любое подходящее время, а не только на специальных занятиях.
Встречается совместное обитание монахов и монахинь в одном монастыре; такое имеет местос в монастыре Линшансы (кит. трад. 河南信陽靈山寺, упр. 河南信阳灵山寺) в Китае, Луминъань (кит. трад. 河南固始九華山妙高寺鹿鳴庵, упр. 河南固始九华山妙高寺鹿鸣庵), Хунъэньсы (кит. трад. 重慶鴻恩寺, упр. 重庆鸿恩寺), Цыюньсы (кит. трад. 重慶慈雲寺, упр. 重庆慈云寺), Сандинсы (кит. 西藏山南桑丁寺), Чахуасы (кит. трад. 雲南茶花寺, упр. 云南茶花寺).
В школе Тэндай в Японии и мужчинам, и женщинам дозволяется вступать в брак даже на высших ступенях посвящения, что крайне необычно для буддизма. Такую идею подал Сайтё, основатель этой школы, который предпочитал десять обетов бодхисаттвы, а не традиционную Винаю. В школе Дзёдо-синсю известно много случаев вступления в брак духовных лиц, последовавших примеру основателя школы Синрана; особенно частыми такие случаи были во время действия Законов Никуику Саитаи (яп. 肉食妻帯), установленных в ходе Реставрации Мэйдзи; согласно этим законам, японское государство более не принуждало монахов и прочих духовных лиц к соблюдению целибата, и адепты любых школ буддизма получили право свободно вступать в брак Потом эту практику у японцев переняли некоторые буддисты Кореи и Тайваня; на Тайване получил известность случай рождения ребёнка буддийской монахиней. В Корее некоторые буддийские монахи даже живут в монастырях вместе с жёнами.
В Китае в исторических провинциях Юньнань и Линнань, а также на Тайване существует несколько мирских буддийских школ, духовным лицам которых также не возбраняется жить семейной жизнью
. Безбрачие буддийских монахов было одной из причин организации гонений на них некоторыми правителями Древнего Китая, поскольку оно вступало в противоречие с базирующимся на культе предков религиозно-общественным строем. Так, согласно преданию, при императоре У-цзуне, в 845 году, было уничтожено 4600 монастырей.